# Álex Ávila
Álex Geovany Ávila Pineda (La Lima; 26 de diciembre de 1964) es un jugador de fútbol hondureño retirado conocido por jugar con los clubes Real España y Motagua.

## Clubes
| Club                  | País     | Año       |
| --------------------- | -------- | --------- |
| Real España           | Honduras | 1984-1991 |
| Motagua               | Honduras | 1991-1992 |
| Pachuca               | México   | 1992-1993 |
| Motagua               | Honduras | 1993-1995 |
| Independiente Villela | Honduras | 1995-1996 |
| Platense              | Honduras | 1996-1997 |

## Palmarés

### Títulos nacionales
| Título        | Equipo      | País     | Año     |
| ------------- | ----------- | -------- | ------- |
| Liga Nacional | Real España | Honduras | 1988-89 |
| Liga Nacional | Real España | Honduras | 1990-91 |
| Liga Nacional | Motagua     | Honduras | 1991-92 |

### Distinciones individuales
| Distinción                                      | Año     |
| ----------------------------------------------- | ------- |
| Máximo goleador de la Liga Nacional de Honduras | 1989-90 |
| Máximo goleador de la Liga Nacional de Honduras | 1994-95 |